# Néré
 Néré  es una población y comuna francesa, situada en la región de Poitou-Charentes, departamento de Charente Marítimo, en el distrito de Saint-Jean-d'Angély y cantón de Aulnay. Antiguamente de Neriacum, del nombre galo-romano Nérius.

## Demografía
| 1 002 | 1 099 | 986 | 1 129 | 1 227 | 1 280 | 1 188 | 1 235 | 1 202 | 1 169 | 1 274 | 1 230 | 1 230 | 1 192 | 1 215 | 1 126 | 1 100 | 1 034 | 1 113 | 1 119 | 1 079 | 1 070 | 1 091 | 1 069 | 1 010 | 1 015 | 1 056 | 961 | 905 | 849 | 752 | 742 | 740 |
| Para los censos de 1962 a 1999 la población legal corresponde a la población sin duplicidades (Fuente: INSEE [Consultar]) |       |     |       |       |       |       |       |       |       |       |       |       |       |       |       |       |       |       |       |       |       |       |       |       |       |       |     |     |     |     |     |     |